# 山本雄斗
山本雄斗（やまもと ゆうと、1992年〈平成4年〉9月23日 - ）は、日本の男性声優、俳優。2020年3月に声優事務所を退所し、2022年度まではフリーランスで活動していた。2023年度からは、声優を辞め、ラジオ配信活動に集中している。福井県出身。

## 人物
丸眼鏡と細い目が特徴。前職はスーツ屋。
趣味は、ラジオ・スニーカー収集・仮面ライダー鑑賞。好きな曲は、ヒプノシスマイクによる『Battle of Pride』、Creepy Nutsの『バレる！』、星野源の『創造』。好きな芸人はオードリーの若林。一番好きな仮面ライダーシリーズは、仮面ライダー鎧武。特技は福井弁。
ラジオが好きすぎて、笑い声だけで放送作家を見分け(聴き分け)られる。特に好きなラジオは、オードリーANN・三四郎ANN0・星野源ANN・おぎやはぎのメガネびいき・83 Lightning Catapult
人生の野望として、「オールナイトニッポンのメインパーソナリティーになること」を挙げている。ラジオ関係の様々なオーディションにも参加している。

### 声の特徴
ハスキーボイス。
大学生から老人の声役まで広く演じ分けることができる。特に、盗賊などのガラの悪いキャラクターに定評がある。
ナレーションは、商品の宣伝やバラエティ番組風のハイテンションなものを得意とする。

## 配信活動
山本雄斗のラジ推し！
現役Podcaster・ナレーターの山本雄斗が送るコアで熱いコンテンツ語り。だいたい1話完結。番組ハッシュタグは「#ラジ推し」。 
2023年4月4日にスタートし、毎週火曜日・木曜日に更新される。

山本雄斗のラジオと言うと
「ちょっと聞いてよ！」の精神を大切に喋るラジオ、「山本雄斗のラジオと言うと」。2020年4月2日、Radiotalkを中心にほぼ毎日配信。 話題はコロコロ変わる。
仮面ライダーベルトで遊ぶ回、推し（刀剣乱舞、ヒプノシスマイク等）について語る回が人気。
Radiotalkでは生配信もしており、リスナーが考えたセリフを実演する「雄斗が言うと」のコーナーが人気。
2022年4月2日で、シーズン１が終了。2023年4月2日にシーズン2が終了。
山本雄斗の推しごとラジオ
Radiotalkとグノシーに指名されて始めた限定ラジオ。グノシーで公開されていたが、現在は非公開。
全五回の放送で、それぞれ十二分、一回につき1つずつ推しについて語った。
当時グノシーの「アニメ・声優」枠では唯一の男性声優だった。

## 出演
ドラマ
- 『仮面ライダー鎧武』（市民役等）

舞台
- 『アパートの鍵、返します。』（六車輝夫役）

スマホゲーム
- 『ドラゴン＆コロニーズ』（海賊団役）

ウェブCM
- 『ラーメンスクエア』（ナレーション担当）

　　https://www.youtube.com/watch?v=AVMeQ1UMVs0
テレビCM
- 『東北学院大学』（ナレーション担当）

　　https://www.youtube.com/watch?v=KjnQtSM6SL0
　　https://www.youtube.com/watch?v=kwAD3IYdOzE